# 邱俊男
邱俊男，中華民國（台灣）政治人物，曾任嘉義縣縣議會副議長、代理議長，後代表中國國民黨在台灣省第十選區（嘉義縣）當選為第一屆第六次增額立法委員。